# Cyrtophora larinioides
Cyrtophora larinioides là một loài nhện trong họ Araneidae.
Loài này thuộc chi Cyrtophora. Cyrtophora larinioides được Eugène Simon miêu tả năm 1895.